# Ухвати ритам: Револуција
Ухвати ритам: Револуција (енгл. Step Up Revolution) амерички је љубавни филм из 2012. године, у режији Скота Спира, по сценарију Аманде Броди. Четврти је део филмске серије Ухвати ритам и наставак филма Ухвати ритам  из 2010. године. Главне улоге глуме Рајан Гузман, Кетрин Макормик, Миша Габријел, Клеопатра Колман, Стивен „” Бос, Томи Дјуи и Питер Галагер.
Премијерно је приказан 27. јула 2012. године. Први је филм у серији који није произвео Touchstone Pictures нити дистрибуирао Walt Disney Studios Motion Pictures, док је такође први филм који је објавио Summit након што га је у јануару 2012. купио Lionsgate. Добио је помешане критике. Наставак, Ухвати ритам: Све или ништа, приказан је 2014. године.

## Радња
Емили (Кетрин Макормик) долази у Мајами с намером да постане професионална плесачица. Убрзо се заљубљује у Шона (Рајан Гузман), вођу плесне трупе. Када грађевински планови богатог бизнисмена запрете да сруше крај у коме је смештена Шонова трупа, Емили мора да их убеди да своје уметничке наступе претворе у протест, иако би могли да угрозе снове борећи се за виши циљ.

## Улоге
| Глумац           | Улога                   |
| ---------------- | ----------------------- |
| Рајан Гузман     | Шон Ејса                |
| Кетрин Макормик  | Емили Андерсон          |
| Миша Габријел    | Еди                     |
| Питер Галагер    | Вилијам Андерсон        |
| Стивен „” Бос    | Џејсон Хардлерсон       |
| Томи Дјуи        | Трип                    |
| Клеопатра Колман | Пенелопи                |
| Меган Бун        | Клер                    |
| Адам Севани      | Роберт „Мус” Александер |
| Чад „Madd Chadd” Смит      | Влад                    |